# 예시장
예시장(豫示場, 영어: paddock 패덕[*])은 경주로 출장 전까지 경마팬들이 출주마의 건강상태, 걸음걸이 등을 관찰해 우승마를 예상하는 데 참고할 수 있도록 말들을 미리 선보이는 장소이다.

## 사진

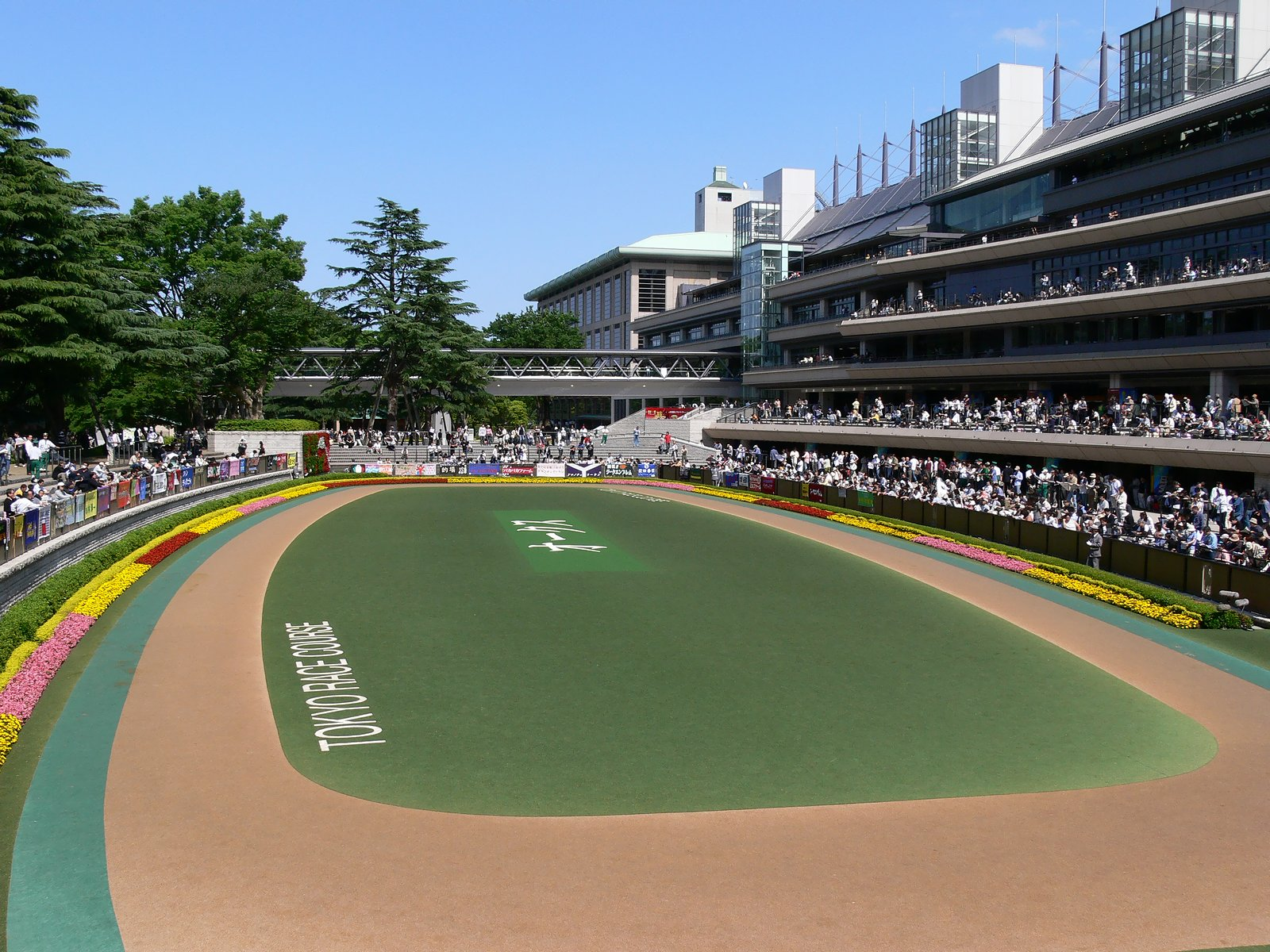
일본 도쿄 경마장
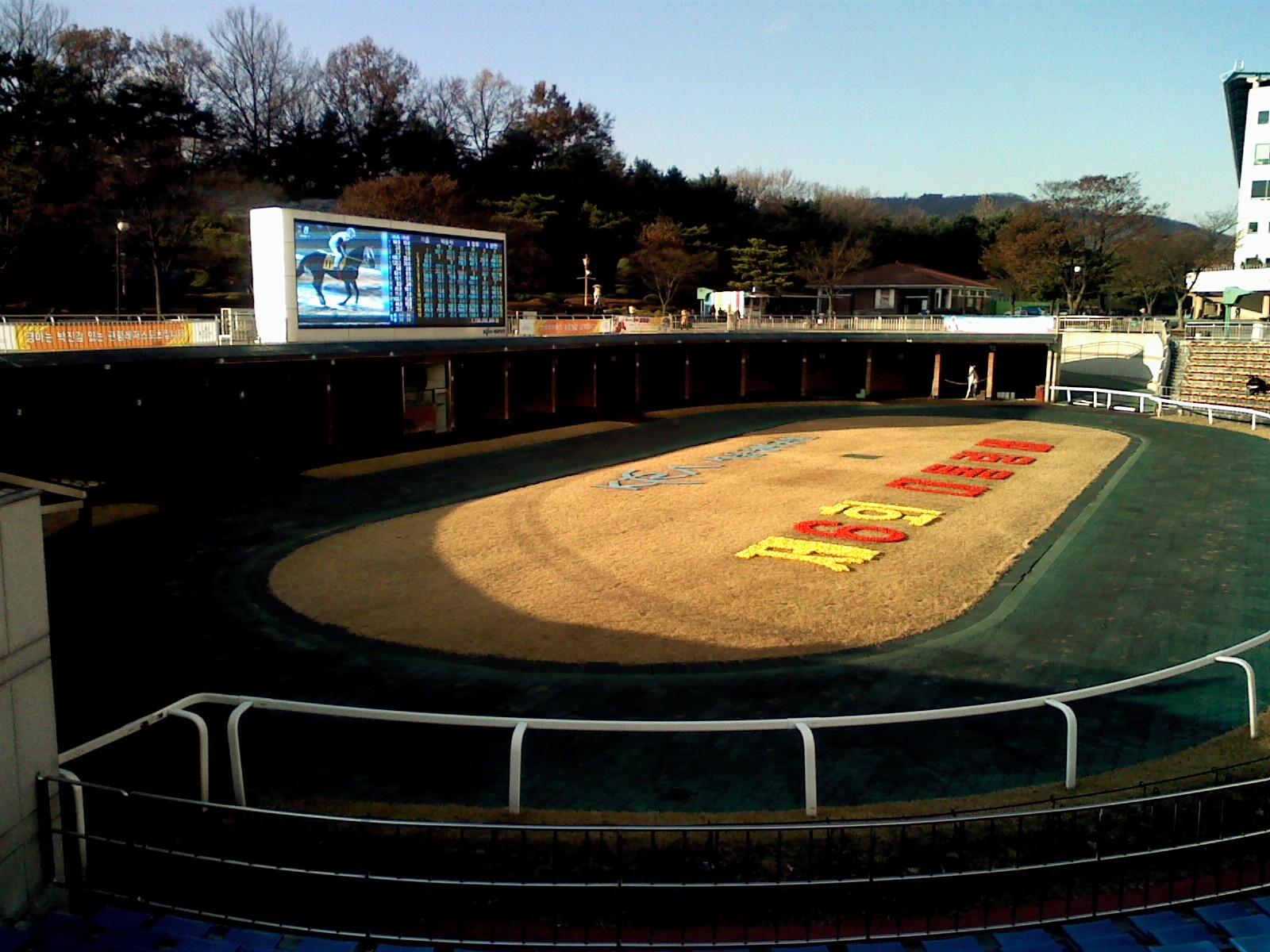
대한민국 서울경마공원